# Partido de Acción Popular
El Partido de Acción Popular o PAP (en inglés: People's Action Party; en chino: 人民行动党 Rénmín Xíngdòngdǎng; en malayo: Parti Tindakan Rakyat; en tamil: மக்கள் செயல் கட்சி) es un partido político singapurense que generalmente se sitúa en el espectro de la derecha política. Desde su victoria en las elecciones generales de 1959, el PAP ha dominado completamente la vida política de la nación insular, imponiéndose en catorce de las quince elecciones realizadas bajo sufragio universal en Singapur desde 1955.
Fue fundado inicialmente como un partido leninista tradicional, pero la facción izquierdista fue expulsada del partido en 1961 por Lee Kuan Yew (1923-2015), en medio de la fusión de Singapur con Malasia, para tratar de mover el partido hacia el centro, y a partir de la década de 1960 el partido comenzó a moverse rápidamente hacia la derecha. Luego de dos ajustadas victorias electorales, tras el acuerdo de independencia de Singapur de Malasia de 1965, casi toda la oposición boicoteó los siguientes comicios, dándole al PAP la oportunidad de monopolizar las instituciones nacionales. Entre 1966 y 1981, el PAP fue la única fuerza política representada en el parlamento singapurense, hasta su primera derrota en una elección parcial en 1981, que vio al Partido de los Trabajadores ganar un diputado. Sin embargo, el PAP no ha visto amenazada efectivamente su hegemonía y ha superado el 60% de los votos y el 80% de los escaños en todas las elecciones posteriores hasta la actualidad. Tras la caída del Barisan Nasional en la vecina Malasia en 2018, el PAP encabeza el oficialismo más longevo ratificado en comicios multipartidistas periódicos del mundo.
En general, se ha acreditado al PAP como un elemento central del rápido desarrollo político, social y económico de Singapur. Bajo su mandato, la ciudad-estado ocupa el quinto lugar en el Índice de Desarrollo Humano y el tercer PIB per cápita más elevado. Asimismo, se reconoce a Singapur como uno de los países más seguros y una de las naciones menos corruptas del mundo según el Índice de Percepción de Corrupción de Transparencia Internacional. No obstante, el control político del PAP se ha mantenido a expensas de un deterioro persistente de la situación de las libertades civiles y los derechos humanos en Singapur. Aunque las elecciones son limpias, la larga influencia del PAP en el gobierno y su control sobre los medios de comunicación, sumado a varias restricciones políticas, han llevado a que habitualmente se describa a Singapur como un "estado de partido único de facto" y a su sistema de gobierno como "antidemocrático".

## Ideología
Desde los primeros años del gobierno del PAP, la idea de la supervivencia ha sido un tema central de la política de Singapur. Según Diane Mauzy y RS Milne, la mayoría de los analistas de Singapur han discernido cuatro "ideologías" principales del PAP: el pragmatismo, la meritocracia, el multirracismo y los valores asiáticos o el comunitarismo. En enero de 1991, el PAP presentó el Libro Blanco sobre valores compartidos, que intentaba crear una ideología nacional e institucionalizar los valores asiáticos. El partido también dice que "rechaza" lo que considera democracia liberal de estilo occidental, a pesar de la presencia de muchos aspectos de la democracia liberal en la política pública de Singapur, como el reconocimiento constitucional de las instituciones democráticas y la celebración periódica de elecciones libres. El profesor Hussin Mutalib, sin embargo, opina que para Lee Kuan Yew (1923-2015) "Singapur estaría mejor sin democracia liberal".
La ideología económica del partido siempre ha aceptado la necesidad de algún gasto de bienestar, intervencionismo económico pragmático y política económica keynesiana en general. Sin embargo, las políticas de libre mercado han sido populares desde la década de 1980 como parte de la implementación más amplia de una meritocracia en la sociedad civil, y Singapur con frecuencia ocupa un lugar extremadamente alto en índices de "libertad económica" publicados por organizaciones como el Banco Mundial y el Fondo Monetario Internacional. Lee Kuan Yew declaró en 1992: "A través de la observación de Hong Kong, llegué a la conclusión de que el bienestar y los subsidios estatales debilitaban el impulso individual para alcanzar el éxito. Observé con asombro la facilidad con que los trabajadores de Hong Kong ajustaron sus salarios en auge y hacia abajo en recesiones. Decidí revertir el curso sobre las políticas de bienestar que mi partido había heredado o copiado de las políticas del Partido Laborista británico".
Siguiendo su supuesta definición como un teórico partido de centroderecha, el PAP desconfía profundamente de las ideologías políticas comunistas, a pesar de una breve alianza conjunta (con los cofundadores obreros del PAP que fueron acusados de ser comunistas) contra el colonialismo en Singapur durante los primeros años del partido. En 2015, algunos observadores consideraron que el partido había adoptado un rumbo de centroizquierda en ciertas áreas, a fin de mantenerse dominante electoralmente.
El socialismo practicado por el PAP durante sus primeras décadas en el poder fue de tipo pragmático, caracterizado por el rechazo del partido a la nacionalización. Según Chan Heng Chee, a finales de los años setenta, el credo intelectual del gobierno descansaba explícitamente en una filosofía de autosuficiencia, similar al "individualismo robusto" de la marca estadounidense de capitalismo. A pesar de esto, el PAP aún afirmaba ser un partido socialista, señalando su regulación del sector privado, la intervención de los activistas en la economía y las políticas sociales como evidencia de esto. En 1976, sin embargo, el PAP abandonó la Internacional Socialista después de que el Partido Laborista neerlandés soliciatara su expulsión en represalia por las denuncias de represión a la libertad de expresión en el país.
Marcando un posible cambio en la ideología, en un diálogo del Instituto de Estudios de Política celebrado el 2 de julio de 2015, el primer ministro Lee Hsien Loong habló sobre la necesidad de mantener cierta aristocracia natural en el sistema, inculcar una cultura de respeto y evitar la anarquía.
De acuerdo con Kenneth Paul Tan, con una abrumadora mayoría en el parlamento, el gobierno del PAP ha sido capaz de modificar la constitución sin mucha obstrucción, lograr la introducción de las Circunscripciones de Representación Grupal, los Miembros del Parlamento No Circunscripcionales (NCMP), los Nominados (NMP), y otros cambios institucionales que han, de hecho, consolidado el fortalecimiento del gobierno dominio y su control del parlamento. También ha propagado la idea de que el pragmatismo y las consideraciones económicas triunfan sobre la responsabilidad, la transparencia y los controles y equilibrios. Al inspirarse en una noción propia de los valores confucianos y la cultura asiática para construir baluartes ideológicos, como la "democracia asiática", el gobierno del PAP ha podido justificar su déficit democrático y sus medios autoritarios.

## Resultados electorales

### Federación de Malasia
| Elección | Votos  | %               | Escaños   | Escaños | Resultado | Líder        |
| Elección | Votos  | %               | Obtenidos | Total   | Resultado | Líder        |
| -------- | ------ | --------------- | --------- | ------- | --------- | ------------ |
| 1964     | 42.130 | \| \| 2.05 % \| | 1/104     | 14/159  | Oposición | Lee Kuan Yew |
|          | 2.05 % |                 |           |         |           |              |

### República de Singapur
|  | 8.72 % |

|  | 54.08 % |

|  | 46.93 % |

|  | 86.72 % |

|  | 70.43 % |

|  | 74.09 % |

|  | 77.63 % |

|  | 64.32 % |

|  | 63.17 % |

|  | 60.97 % |

|  | 64.98 % |

|  | 75.29 % |

|  | 66.61 % |

|  | 60.14 % |

|  | 69.86 % |

|  | 61.24 % |